# Гумрак (станция)
Гумрак — железнодорожная станция Волгоградского отделения Приволжской железной дороги, расположена в микрорайоне Гумрак Дзержинского района Волгограда.

## Пригородные поезда
| № поезда | Маршрут движения                    | № поезда | Маршрут движения                   |
| -------- | ----------------------------------- | -------- | ---------------------------------- |
| 6491     | Волгоград I — Арчеда                | 6492     | Арчеда — Волгоград I               |
| 6704     | Аэропорт Волгоград' — Шпалопропитка | —        | —                                  |
| -        | -                                   | 6707     | Шпалопропитка — Аэропорт Волгоград |
| -        | -                                   | 6711     | Шпалопропитка — Аэропорт Волгоград |
| -        | -                                   | 6719     | Шпалопропитка — Аэропорт Волгоград |
| -        | -                                   | 6721     | Шпалопропитка — Аэропорт Волгоград |
| 6724     | Аэропорт Волгоград — Шпалопропитка  | —        | —                                  |
| -        | -                                   | 6725     | Шпалопропитка — Аэропорт Волгоград |
| -        | -                                   | 6727     | Шпалопропитка — Аэропорт Волгоград |
| 6730     | Аэропорт Волгоград — Шпалопропитка  | —        | —                                  |
| 6736     | Аэропорт Волгоград — Шпалопропитка  | —        | —                                  |
| -        | -                                   | 6741     | Шпалопропитка — Аэропорт Волгоград |
| 6744     | Аэропорт Волгоград — Шпалопропитка  | —        | —                                  |
| 6746     | Аэропорт Волгоград — Шпалопропитка  | —        | —                                  |
| 6805     | Волгоград — Урюпино                 | 6810     | Урюпино — Волгоград                |
| 6807     | Волгоград — Петров Вал              | 6808     | Петров Вал — Волгоград             |
| 6811     | Волгоград — Петров Вал              | 6814     | Петров Вал — Волгоград             |